# 與田尚志
與田 尚志（よだ なおし、1958年9月27日 - ）は、日本の映画プロデューサー、実業家である。東映ビデオ代表取締役社長、株式会社ティ・ジョイ顧問、アマゾンラテルナ代表取締役CEOを兼任する。

## 人物・来歴
福岡県生まれ。1982年東映に入社。2000年、同社の岡田裕介とともに、シネコン運営会社「ティ・ジョイ」を設立する。既存のシネコンとの差別化を図り、デジタルシネマを推進する政策を執る。
2007年10月30日、ペ・ヨンジュン主演のデジタルハイビジョンドラマ『太王四神記』の劇場公開を、韓国SSDのCEOキム・ウィジュンとともに発表、同作は同年12月4日からDCI（en:Digital Cinema Initiatives）規格のデジタル映写機をもつ劇場を中心に公開した。同年12月10日、東映アニメーション傘下の企画製作会社「ラテルナ」をティ・ジョイ傘下に収め、同社社長に就任、映画製作を開始する。同年12月20日、東急レクリエーション、ユナイテッド・シネマ、ワーナー・マイカル・シネマズとともにティ・ジョイが「オープン・コラボレーション」を形成し、デジタルシネマの推進と興行市場拡大を図るプロジェクトを推進する。
2008年6月1日、映像製作会社「アマゾン」（代表取締役社長倉内均）の株式をラテルナが取得、同社を傘下に収め、與田は同社の代表取締役CEOに就任した。

## フィルモグラフィ
- 『モンゴル』（2008年、監督セルゲイ・ボドロフ）
- 『チェスト!』（2008年、監督雑賀俊郎） - 製作
- 『The Harimaya Bridge はりまや橋』（2009年、監督アロン・ウルフォーク、日米韓合作） - エグゼクティヴ・プロデューサー
- 『ぼくとママの黄色い自転車』（2009年、監督河野圭太）
- 『日本のいちばん長い夏』 （2010年、監督倉内均） - 製作
- 『春との旅』（2010年、監督 小林政広） - エグゼクティヴ・プロデューサー
- 『KG カラテガール』（2011年、監督 木村好克） - 製作
- 『見えない目撃者』（2019年、監督 森淳一） - 製作
- 『仮面ライダー 令和 ザ・ファースト・ジェネレーション』（2019年、監督杉原輝昭） - 製作
- 『魔進戦隊キラメイジャー エピソードZERO』（2020年、監督山口恭平） - 製作
- スーパー戦隊MOVIEレンジャー2021（2021年） - 製作
  - 『魔進戦隊キラメイジャー THE MOVIE ビー・バップ・ドリーム』（監督山口恭平）
  - 『騎士竜戦隊リュウソウジャー 特別編 メモリー・オブ・ソウルメイツ』（監督坂本浩一）
  - 『機界戦隊ゼンカイジャー THE MOVIE 赤い戦い! オール戦隊大集会!!』（監督中澤祥次郎）
  - 『暴太郎戦隊ドンブラザーズ THE MOVIE 新・初恋ヒーロー』（監督田﨑竜太）
- 『スーパー戦闘 純烈ジャー』（2021年） - 製作
- 『アイスクリームフィーバー』（2023年） - 製作

## 関連事項
- 東映ビデオ
- ティ・ジョイ
- ラテルナ
- アマゾン (映像製作)

## 註
1. 1 2 3 4  麻生香太郎『麻生香太郎の業界潜行』Vol.8（『日経エンタテインメント!』2008年5月号）の記述を参照。
2. ↑  文化通信サイト内の記事「T・ジョイ、ペ・ヨンジュン「太王四神記」日本上映権獲得」（2007年10月31日付）の記述を参照。
3. ↑  文化通信サイト内の記事「ティ・ジョイ、東レク、UC、WMのシネコン4社が提携」（2007年12月21日付）の記述を参照。
4. ↑  日経流通新聞の記事「配給元頼みにシネコンの逆襲」（2008年9月5日付）の記述を参照。